# Daniel Roberts (ostacolista)
Daniel Ellis Roberts (Atlanta, 13 novembre 1997) è un ostacolista statunitense.

## Biografia
Nel 2023 ha vinto la medaglia di bronzo ai campionati mondiali nei 110 m hs. L'anno successivo è salito sul secondo gradino del podio nella medesima specialità ai Giochi olimpici di Parigi 2024.

## Progressione

### 110 metri ostacoli
| Stagione | Misura | Luogo     | Data      | Rank. Mond. |
| -------- | ------ | --------- | --------- | ----------- |
| 2023     | 13"01  | New York  | 24-6-2023 |             |
| 2022     | 13"03  | Eugene    | 26-6-2022 |             |
| 2021     | 13"11  | Eugene    | 26-6-2021 |             |
| 2019     | 13"00  | Austin    | 7-6-2019  |             |
| 2018     | 13"27  | Knoxville | 13-5-2018 |             |
| 2017     | 13"82  | Columbia  | 13-5-2017 |             |

### 60 metri ostacoli indoor
| Stagione | Misura | Luogo       | Data      | Rank. Mond. |
| -------- | ------ | ----------- | --------- | ----------- |
| 2022/23  | 7"39   | Madrid      | 22-2-2023 |             |
| 2021/22  | 7"53   | New York    | 29-1-2022 |             |
| 2019/20  | 7"64   | New York    | 8-2-2020  |             |
| 2018/19  | 7"41   | Birmingham  | 9-3-2019  |             |
| 2017/18  | 7"71   | Bloomington | 8-12-2017 |             |
| 2016/17  | 7"86   | Lexington   | 21-1-2017 |             |

## Palmarès
| Anno | Manifestazione  | Sede     | Evento   | Risultato  | Prestazione | Note  |
| ---- | --------------- | -------- | -------- | ---------- | ----------- | ----- |
| 2019 | Mondiali        | Doha     | 110 m hs | Batteria   | dq          | [ 1 ] |
| 2021 | Giochi olimpici | Tokyo    | 110 m hs | Semifinale | 13"33       |       |
| 2022 | Mondiali        | Eugene   | 110 m hs | Batteria   | dq          | [ 2 ] |
| 2023 | Mondiali        | Budapest | 110 m hs | Bronzo     | 13"09       | [ 3 ] |
| 2024 | Giochi olimpici | Parigi   | 110 m hs | Argento    | 13"09       |       |